# 'Abd al-Mu'min
'Abd al-Mu'min ibn 'Ali al-Kumi (Honaïne, 1094 – Salé, 26 maggio 1163) è stato il fondatore della dinastia berbera degli Almohadi.

## Biografia
Seguace fedele dell'autoproclamato "Mahdi" berbero Ibn Tūmart, divenne, alla sua morte, capo delle tribù che avevano aderito al suo movimento di rinnovamento religioso all'interno dell'islam. Rovesciò l'impero berbero degli Almoravidi (dinastia che regnava sul Marocco e sulla Spagna islamica), con la presa di Marrakesh del 1147 e l'uccisione dell'ultimo sultano almoravide Ishaq ibn Ali. In seguito organizzò la conquista di tutto il Maghreb. Si impadronì delle coste mediterranee con una grande spedizione militare, accuratamente preparata facendo scavare pozzi lungo il cammino che l'esercito avrebbe seguito e istituendo depositi di cereali dall'Oceano Atlantico alla Grande Sirte. La spedizione partì nel gennaio del 1159, Tunisi fu conquistata nel maggio dello stesso anno. Subito dopo venne presa Mahdia e nel gennaio del 1160 riuscì a cacciare le truppe siciliane del re Guglielmo I di Sicilia che con una grande flotta tentarono di riprendere questo presidio sulle coste tunisine. Conquistò parte della Spagna musulmana (Granada, Cordova, Siviglia). In punto di morte lasciò il trono al figlio Abū Ya‛qūb Yūsuf I. Morì il 26 maggio 1163.